# Happenings (Bobby Hutcherson)
| Recensione | Giudizio |
| ---------- | -------- |
| AllMusic   |          |

Happenings è il terzo album del vibrafonista e marimbista jazz statunitense Bobby Hutcherson, pubblicato dalla Blue Note Records nel gennaio del 1967.

## Tracce
LP (1967, Blue Note Records, BLP 4231/BST 84231)
Lato A
Musiche di Bobby Hutcherson.
1. Aquarian Moon – 7:50
2. Bouquet – 8:00
3. Rojo – 6:00

Lato B
Musiche di Bobby Hutcherson, eccetto dove indicato.
1. Maiden Voyage – 5:45 (musica: Herbie Hancock)
2. Head Start – 5:15
3. When You Are Near – 3:50
4. The Omen – 7:00

- Durata brani ricavati dalla ristampa su CD del 1987, pubblicato dalla Blue Note Records (CDP 7 46530 2)

## Formazione
- Bobby Hutcherson – vibrafono, marimba
- Herbie Hancock – pianoforte
- Bob Cranshaw – contrabbasso
- Joe Chambers – batteria

### Produzione
- Alfred Lion – produzione
- Registrazioni effettuate al Van Gelder Studio di Englewood Cliffs, New Jersey (Stati Uniti) l'8 febbraio 1966
- Rudy Van Gelder – ingegnere delle registrazioni
- Reid Miles – foto e design copertina album originale
- Leonard Feather – note retrocopertina album originale [3]